# اگسارهالی (کریشناراجپت)
اگسارهالی (کریشناراجپت) (به انگلیسی: Agasarahalli (Krishnarajpet)) یک منطقهٔ مسکونی در هند است که در کارناتاکا واقع شده‌است.